# SANZAAR
SANZAAR (South Africa, New Zealand, Australia and Argentina Rugby) is de overkoepelende Rugby Union-bond die de Super Rugby en de The Rugby Championship, (vroeger Tri Nations Series), organiseert. Het is een joint venture opgericht in 1996 tussen de Zuid-Afrikaanse, Nieuw-Zeelands en Australische Rugby Union als SANZAR. In 2016 kwam Argentinië bij de joint venture en werd de naam SANZAAR.